# Thomas Lönngren
Per Thomas Lönngren, född 12 december 1950, är en svensk apotekare och ämbetsman.
Thomas Lönngren studerade vid Uppsala universitet, där han 1976 tog apotekarexamen. Efter ett par år som föreläsare där, började han arbeta på Socialstyrelsen med frågor om narkotiska preparat, kosmetika, örtmedicin och preventivmedel. Han var fram till 1994 samtidigt läkemedelsrådgivare vid SIDA:s hälsofrämjande insatser i Vietnam. Lönngren var 1993-2000 operativ chef[förklaring behövs]  vid Läkemedelsverket. 
Thomas Lönngren var 2001–2010 chef för Europeiska läkemedelsmyndigheten (EMA), under denna period lokaliserad till London. Därefter blev han från 2011 konsult vid det svenska konsultföretaget NDA Group.
Lönngren är sedan 2003 hedersmedlem av Royal Pharmaceutical Society i London och utsågs 2007 till hedersdoktor vid Uppsala universitet.